# Agylla septentrionalis
Agylla septentrionalis är en fjärilsart som beskrevs av Barnes och Mcdunnough 1910. Agylla septentrionalis ingår i släktet Agylla och familjen björnspinnare. Inga underarter finns listade i Catalogue of Life.